# Patroon (munitie)

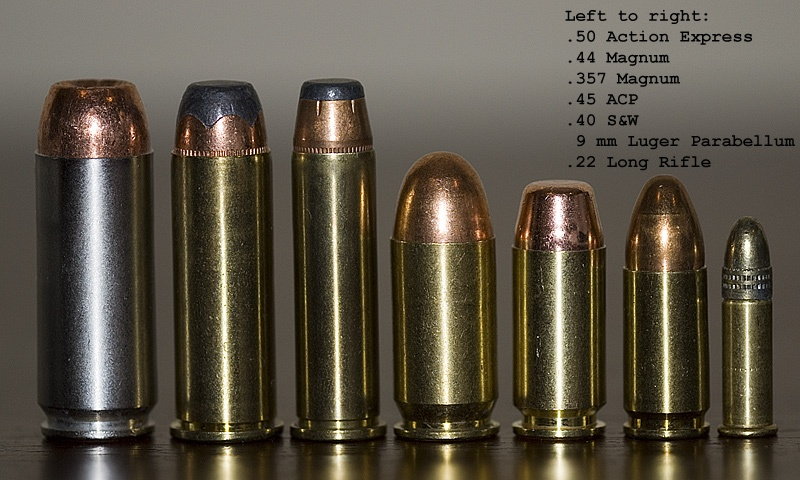
Verschillende patronen

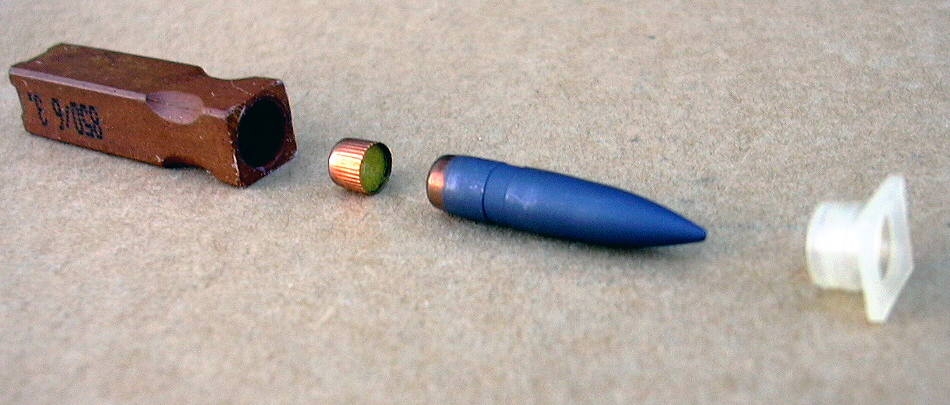
Een gedemonteerde hulsloze patroon van 4,73 × 33 mm voor een experimenteel Heckler & Koch G11 aanvalsgeweer

Een eenheidspatroon (kortweg patroon) van een vuurwapen omvat alles wat nodig is om een schot te lossen: de kogel, de kruitlading, het slaghoedje en de omringende huls. De huls, die de patroon zijn typische vorm geeft, is geheel of gedeeltelijk gemaakt van messing, soms van staal, aluminium, kunststof, papier of zelfs nitrocellulose. Messing heeft de voorkeur omdat het elastischer is dan staal. Sedert de Eerste Wereldoorlog worden hulzen van militaire munitie ook van staal gemaakt, omdat messing vele andere toepassingen heeft, schaarser en dus ook duurder is.
Een patroon met veel kleine kogeltjes wordt hagelpatroon genoemd en is vrijwel uitsluitend in gebruik bij de jacht op klein wild en het kleiduivenschieten.
Losse patronen zijn oefenpatronen met slaghoedje en kruit, maar zonder kogel. Ze worden gewoonlijk 'blanks' of 'losse flodders' genoemd. De patronen zijn vaak gedeeltelijk van kunststof gemaakt en de kogel is meestal vervangen door een geplooide punt. Die punt barst uiteen als de patroon afgevuurd wordt. De explosie van een losse patroon kan op korte afstand gevaarlijk zijn.
Exercitiepatronen hebben geen slaghoedje, noch een kruitlading. Ze dienen om de werking van een vuurwapen te tonen of ermee te oefenen (wapenexercitie) in een omgeving waarin echte patronen gevaar opleveren. Deze patronen zijn speciaal gemarkeerd met een waarschuwingskleur en/of doorboring om verwisseling met geladen patronen te voorkomen. Door het ontbreken van ontsteking en aanvuurlading kan de werking van een automatisch herladend wapen er niet mee gedemonstreerd worden.
Op buitenschietbanen wordt soms oefenmunitie gebruik met een kortere maximale dracht. Dit is de grootste afstand die een projectiel ten opzichte van de horizontale bodem kan bereiken. Door het gebruik van oefenmunitie hoeft een kleiner deel om de schietbaan heen als verboden gebied aangemerkt te worden. 
Er zijn ook zogeheten 'hulsloze' patronen. Deze hebben weliswaar een huls, maar die verbrandt bij het afvuren. Een geschikt materiaal hiervoor is nitrocellulose. Een wapen hiervoor heeft dus geen mechanisme nodig voor het verwijderen van de huls, maar wel voor het herladen.
Voordat patronen bestonden, moesten de benodigdheden voor het schot apart in het vuurwapen worden geladen, en werd het kruit ontstoken door een brandende lont, door de vonk van een vuursteen op staal of door de vlam van een los slaghoedje. Bij de zeer grote kalibers van scheepskanonnen en artillerie wordt overigens nog steeds van losse granaten en kruit gebruikgemaakt, hoewel het kruit in kardoezen (zakken) zit zodat het niet los geladen hoeft te worden.

## Werking

Schema van een patroon
(1) Kogel (2) Huls (3) Kruit (4) Bodem (5) Slaghoedje

In het wapen bevindt zich de zogenoemde kamer: in feite een stuk van de loop dat groot genoeg is om de hele patroon die afgevuurd gaat worden, te bevatten. De achterkant van de kamer wordt afgesloten door de afsluiter of de grendel van het wapen. Wanneer de trekker van een wapen wordt overgehaald, wordt het inwendige mechanisme van het wapen in werking gesteld waardoor de slagpin (die meestal in de afsluiter zit) inslaat op het slaghoedje achter in het centrum van de patroon, of op de rand van een randvuurpatroon. Dit doet de inhoud van dat slaghoedje of rand, geladen met een schokgevoelige initiator (bv. een slagsas, loodazide of kwikfulminaat), exploderen, waarna deze de kruitlading in de huls ontsteekt. Hierdoor ontstaat er binnen de patroonhuls een zeer hoge druk, grootteorde 3500 bar. Deze druk duwt de kogel uit de huls, en de kogel komt in de loop terecht. De functie van de huls is nu om de achterkant van de loop af te dichten: de huls zet vanwege de druk uit tegen de binnenwand van de kamer, waardoor wordt voorkomen dat de kruitgassen achterlangs de loop uit kunnen, zodat alle druk ten goede komt aan de snelheid van de kogel.
Zodra de kogel de loop verlaat via de monding van het vuurwapen, valt de druk weg. Doordat de huls gemaakt is van een relatief elastisch metaal, keert de huls weer grotendeels terug naar zijn originele vorm en klemt dus niet meer tegen de wand van de kamer. Hierdoor kan de huls makkelijk uit de kamer getrokken en uit het wapen geworpen worden. Hiervoor zijn verschillende mechanismen, maar bijna allemaal maken ze gebruik van een haak aan de afsluiter die achter de rand aan de voet van de huls pakt. Wanneer de afsluiter achteruit beweegt, zal hij de huls meetrekken. Hoe dit alles precies werkt hangt af van het mechanisme van het wapen, en is niet afhankelijk van de patroon. Bij pistoolmitrailleurs zoals de UZI wordt een deel van de energie van de ontploffing gebruikt om een zwaar blok naar achter te bewegen, dat daarna de huls uitwerpt, en bij het (door een veer gestuwd) weer naar voren bewegen een nieuwe patroon in de loop duwt. Andere mechanismen maken gebruik van uit de loop afgetapte gasdruk voor het uitwerpen en herladen, b.v. de AK-47, M16, FN FAL, Minimi, Diemaco
Althans, dit is de theorie — afhankelijk van het ontwerp van het wapen en de huls is er kans dat de huls blijft klemmen in de kamer waardoor de schutter meer moeite moet doen om hem eruit te krijgen. Wat ook mogelijk is, bijvoorbeeld als gevolg van slechte fabricage of een klemmende huls, is dat de bodem van de huls afscheurt. In zo'n geval blijft het grootste deel in de kamer zitten, maar de schutter heeft dit niet door: probeert hij een nieuwe patroon te laden dan zal deze klem komen te zitten in de resten van de vorige. Het wapen is dan onbruikbaar tot er tijd is voor onderhoud. Dit is voor sportschutters en in vredestijd vooral een irritatie, maar in oorlogstijd kan het een soldaat het leven kosten.

## Patroonaanduidingen
Er bestaan talloze (vele honderden) soorten patronen op basis van het kaliber van de kogel, de lengte, het gewicht, het soort kogel en het slaghoedmechanisme. Om deze uit elkaar te houden worden verschillende systemen gebruikt, hetgeen kan leiden tot meerdere namen voor eenzelfde patroon.

### Kaliber
- Het kaliber van de kogel.
- Het kaliber van de loop gemeten over de trekken (groeven) - in Amerika.
- Het kaliber van de loop gemeten over de velden (de kleinste inwendige diameter) - in Europa.

Het resultaat is door deze drie manieren van meten verschillend (en niet om te rekenen).
De waarden kunnen zijn uitgedrukt in millimeters of inches.
Het gevolg is dat militairen, sportschutters of jagers soms eenzelfde patroon gebruiken, maar met een verschillende kaliberaanduiding. Wat in militaire kringen een 5,56 mm-patroon heet, is bij sportschutters bekend als .223 — maar 0,223 inch is 5,66 mm, niet 5,56.
Als het op het wapen aangegeven kaliber 5.56×45 is, kan men wel de .223 gebruiken maar andersom niet omdat de 5.56 NATO een zwaardere kogel verschiet. De vrije vlucht zou te klein worden voor een .223-kamer waardoor de gasdruk te hoog wordt. Ook heeft de 5.56-loop een snellere spoed. Echter, de werkelijke diameter van een 5.56-kogel is vaak 0,224 - 5,69 mm. Dit is om een goede passing te krijgen in de loop.

### Lengte
Omdat er veel patronen zijn met dezelfde diameter kogel, wordt in de metrieke aanduiding vaak ook de hulslengte vermeld, na een ×-teken. Dit is dus niet de volledige lengte van een patroon, maar alleen van de huls. 5,56×45 mm geeft bijvoorbeeld aan dat de huls van de 5,56 mm-patroon 45 mm lang is.

### Rand
Ook worden soms letters toegevoegd om het soort rand aan de huls aan te geven (de rand is het uitstekende deel aan de voet van de huls, waar de haak van de afsluiter aan grijpt om de huls uit de kamer te kunnen trekken). Hier worden grofweg drie soorten onderscheiden: met rand, randloos, en met een halve rand. In het Engels heten deze rimmed (R), rimless en semi-rimless (SR); er is geen afkorting voor randloze patronen. Het verschil is dat bij een patroon met rand, deze rand buiten het lichaam van de huls steekt — met andere woorden: de rand heeft een grotere diameter dan de huls zelf. Bij een randloze huls is er (in tegenstelling tot wat de naam doet vermoeden) wel een rand, maar deze heeft dezelfde diameter als de huls; die rand wordt eigenlijk gevormd door de groef die er net boven zit. Hulzen met een halve rand zitten tussen de andere twee in: de rand heeft een grotere diameter dan de rest van de huls, maar er is ook een groef net boven de rand.

### Lading
Overige voorbeelden van patroonaanduidingen duiden bijvoorbeeld de gebruikte hoeveelheid kruit aan. Bijvoorbeeld de 45-70 Govt. Hierbij geeft het eerste deel de diameter van de kogel aan (.45") en het tweede deel de hoeveelheid kruit in de patroon (70 grains). Dit geldt niet voor de 30-06, hierbij staat het eerste getal wel voor de kogeldiameter (.30") maar het tweede deel duidt het jaar aan waarin het leger de patroon in gebruik heeft genomen (1906).

### Hulsvorm
Dan is er nog het verschil tussen rechte hulzen en hulzen met flessenhals. Rechte hulzen hebben een vrijwel constante diameter; bij de mond zijn ze (bijna) net zo dik als net boven de rand. Hulzen met flessenhals worden daarentegen een eindje voor de opening opeens beduidend smaller; de reden is dat er dan meer kruit in kan zonder het kaliber van de kogel te hoeven vergroten. Hulzen voor pistolen zijn meestal recht, terwijl die voor geweren, mitrailleurs en geschut meestal een flessenhals hebben.

### Kogel
De kogel kan verschillende vormen hebben:
- Spits
- Rond
- Plat
- Hol - ook wel dumdumkogel genoemd.

De kogel kan uit één of meerdere materialen bestaan, zoals aluminium, bismut, lood, plastic, staal, verarmd uranium, wolfraam, om er enige te noemen. De kogel is soms een granaat, met brandsas, lichtspoor of een explosieve lading. Ook zijn er vormen met een zwakke mantel (manchet of sabot genaamd) voor een goede passing in de loop, gevuld met een zeer harde, relatief zware pijlvormige kern van kleinere diameter voor een groter doordringingsvermogen. De verschillende vormen hebben meest een paar letters als typeaanduiding.

## Voorbeelden van patronen
- 9×19mm Parabellum
- .22 LR
- .30-30
- .44 Magnum
- .45 ACP
- 5,56×45mm NAVO

## Losse patronen

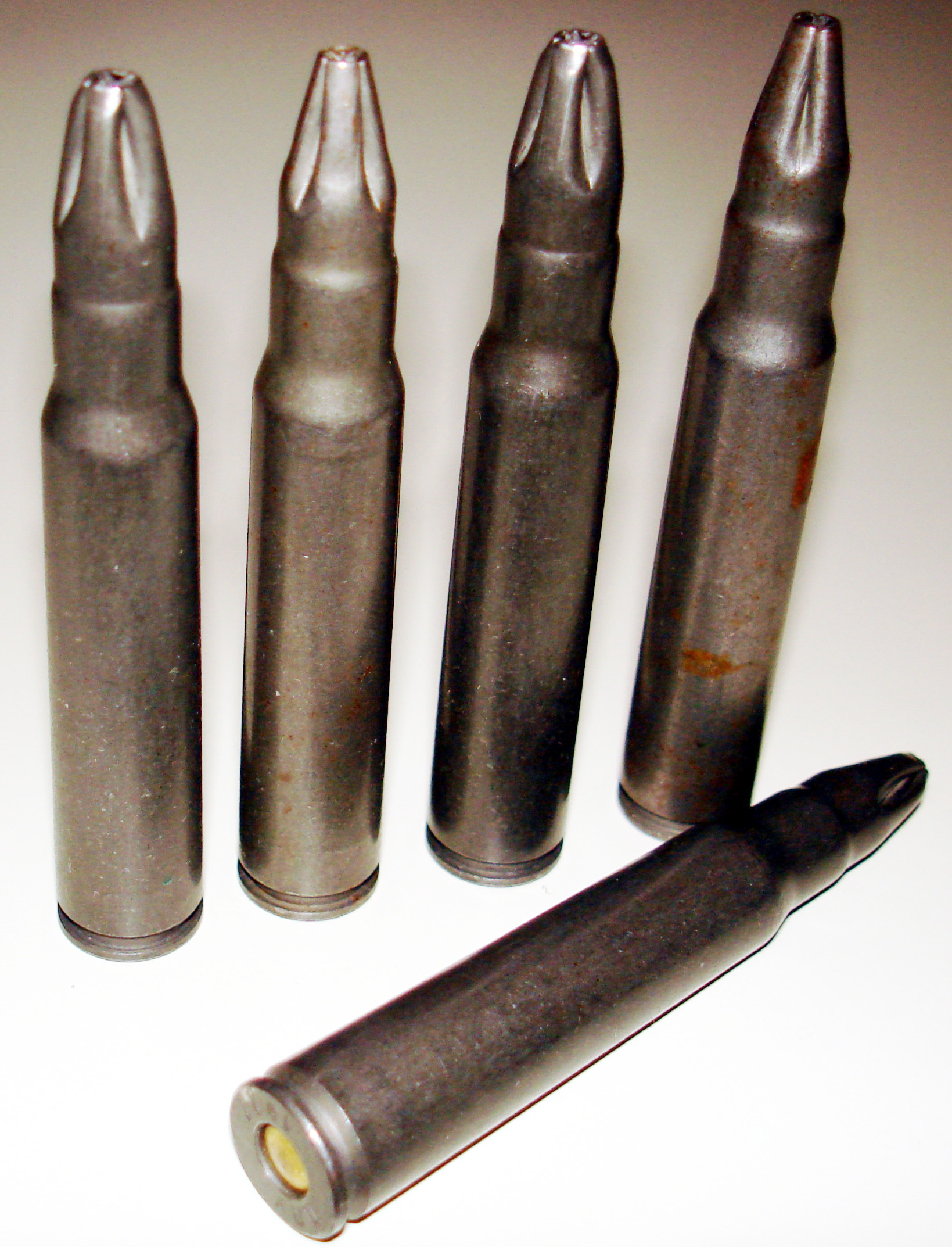
Losse flodders

Een patroon met een kruitlading maar zonder kogel wordt losse patroon, blank of losse flodder genoemd.
Om te voorkomen dat het kruit uit de losse patroon valt, wordt deze dichtgemaakt door hem toe te knijpen of door een afdekking van licht materiaal (vaak kurk, karton of hout) in de huls te plaatsen; beide breken open bij het lossen van het schot zodat de ontstane gassen van het verbrande kruit kunnen ontsnappen. De hulzen van sommige losse patronen worden deels van plastic gemaakt om materiaalkosten te besparen. Bij dit type is de patroon voorzien van een schijnkogel die open breekt wanneer de patroon wordt afgeschoten.
Bij sommige losse patronen kunnen bij het afschieten deeltjes onverbrand kruit of stukjes van de afdichting uit de loop komen. Deze munitie wordt vooral gebruikt bij militaire oefeningen. Automatische wapens worden dan voorzien van een mondingsstop die op het einde van de loop wordt geplaatst. Op deze manier blijft er voldoende gasdruk behouden voor de (semi)automatische werking.